# 臺中市政府數位發展局
臺中市政府數位發展局為臺中市政府一級機關。負責協助各市府機關共通性資訊系統導入，由網路及系統串接強化各機關間的橫向連繫，並推動打造智慧城市。

## 歷史
臺中縣時期
- 1983年10月，臺中縣政府成立「臺中縣政府計畫室電腦作業中心」，負責推動機關業務電腦化。
- 1994年11月，調整為「臺中縣政府計畫室資訊股」。
- 2000年3月，升格「臺中縣政府資訊室」，臺中縣政府成為一級機關。
- 2005年1月，再改制為「臺中縣政府資訊處」，建置資通基礎建設及推動便民整合服務。

臺中市（省轄）時期
- 1989年，臺中市政府成立「臺中市政府計畫處資訊股」。
- 1999年12月，調整為「臺中市政府計畫處資訊課」，推動行政資訊業務電腦化與便民服務流程自動化。
- 2007年10月，再調整為「臺中市政府計畫處資訊科」。

臺中市（直轄）時期
- 2010年12月25日，在臺中市縣合併後，臺中縣政府資訊處與臺中市政府計畫處資訊科合併成立臺中市政府資訊中心，改隸臺中市政府研究發展考核委員會。
- 2016年8月15日，時任市長林佳龍宣佈為推動智慧城市將成立專屬局處，臺中市政府人事處制訂《臺中市政府資訊局籌備處設置要點》，後由蕃薯藤創始人之一、中央研究院資訊科技創新研究中心研究技師的蕭景燈出任臺中市政府數位治理局籌備處執行長並預定出任數位治理局首任資訊長[1]；同年12月22日更名為《臺中市政府數位治理局籌備處設置要點》，原目標在2017年1月成立數位治理局。[2][3]
- 2019年3月，《臺中市政府數位治理局組織規程》生效。8月，《臺中市政府數位治理局籌備處設置要點》停止而使籌備處停止運作。[4]
- 2022年12月，臺中市政府資料中心升格改制為「臺中市政府數位治理局」。
- 2024年8月26日，臺中市政會議通過數位治理局更名案送交台中市議會審議，審議通過後將更名為「臺中市政府數位發展局」。[5]
- 2025年1月1日，更名為「臺中市政府數位發展局」。

## 織規架構
依據《臺中市政府數位發展局組織規程》，數位治理局置局長、副局長、主任秘書各1人，下有專門委員、科長、主任、專員、股長、高級分析師、分析師、設計師、管理師、科員、助理員、助理設計師、助理管理師、書記；並成立局務會議，由局長為主席與副局長、主任秘書、專門委員、科長、主任組成，必要時得由主席邀請或指定有關人員出席或列席。 未來得視業務需要，報經臺中市政府核定後，設置各種委員會，其組織另定。
- 創新服務科
- 數位匯流科
- 整合應用科
- 系統規劃科
- 政風室
- 人事室
- 會計室
- 秘書室

## 外部連結
- 臺中市政府數位治理局 （页面存档备份，存于）（繁體中文）